# Saint-Jean-d'Angély
Saint-Jean-d'Angély é uma comuna francesa localizada no departamento de Charente-Maritime na região administrativa da Nova Aquitânia, no sudoeste da França.